# (100527) 1997 CB10
(100527) 1997 CB10 es un asteroide perteneciente al cinturón de asteroides, descubierto el 2 de febrero de 1997 por el equipo del Spacewatch desde el Observatorio Nacional de Kitt Peak, Arizona, Estados Unidos.

## Designación y nombre
Designado provisionalmente como 1997 CB10.

## Características orbitales
1997 CB10 está situado a una distancia media del Sol de 2,370 ua, pudiendo alejarse hasta 2,817 ua y acercarse hasta 1,923 ua. Su excentricidad es 0,188 y la inclinación orbital 0,638 grados. Emplea 1333,34 días en completar una órbita alrededor del Sol.

## Características físicas
La magnitud absoluta de 1997 CB10 es 17.